# 陈漫
陈漫（1980年6月3日—）是一位视觉艺术家。她的创作媒介包括摄影、平面设计、电影摄影和数字艺术。陈漫还为时尚杂志制作封面，并与全球各大品牌以及艺人合作。

## 个人经历
陈漫出生在1980年的内蒙古，成长于北京，小时候住在北京大栅栏的胡同里。幼年的陈漫看到了家里的老鼠，用笔画了下来，妈妈看到觉得很像，遂送她去少年宫学画画。陈漫自述，别的孩子在玩儿的时候她在学画画，但是一点也不觉得枯燥，而且很有成就感。在学习的过程中，陈漫绘画方面的天赋充分展现出来，多次获得奖项，并且一直保持专业课第一名的成绩。高中期间陈漫在中央美术学院附属中学学习。据陈漫回忆，与其他的普通高中相比，美院附中的环境很自由，上午画画，下午学习一两节文化课，一天的校园生活就结束了。
高考时，陈漫考上了中央戏剧学院的舞台美术专业，与中戏表演系的学生住在一个宿舍楼。按中戏管理宿舍的规定，陈漫不能随意外出，且访客进宿舍要登记，父母也不例外。陈漫认为学校管理太严格，一年后从中戏退学。当时陈漫有一个在央美读书的男朋友。之后重新高考，以专业第一的成绩考上了中央美院的摄影系。也是从这时起，陈漫进入了摄影行业的门。2005年陈漫从中央美院毕业。
还在中央美院上学时，和周围的同学一样，陈漫在课余时间出来接“活儿”，去《青年视觉Vision》杂志做摄影师。把胶片相机拍摄的照片扫描到电脑之后，陈漫使用Phontoshop、Maya、3Dmax等软件，往照片上添加大量色彩和花样，长达一个星期的浓墨重彩的后期使照片全然改头换面。陈漫的作品让《青年视觉Vision》脱颖而出，这一另类风格也保留了下来。
大栅栏是改革开放以后北京最早形成的商业街之一。据陈漫回忆，在她幼年的某一时刻，周围突然冒出来好多万元户，陈漫认为周围人“对钱的观念一下改变了”。陈漫用猴子来比喻新式爆发户，并在模特的脸上后期绘制出猴面花纹，让她头顶上镶满钻石，面部被钻石棱角的桃树和桃子环绕。《青年视觉Vision》2004年2月号的“猴脸”封面遂成为陈漫早期最重要的代表作。
2009年，陈漫应《时尚》邀请与中国模特杜鹃合作拍摄，时值六十周年国庆，陈漫将中国特色元素与当代摄影手法相结合，让模特出现在胡同口、四合院等地方，推出了“祖国万岁”等系列作品。
陈漫还以超现实的流行肖像画著称，比如2012年的"Whatever the Weather"封面。该系列作品的主角是一位未签约的模特和来自北京西藏中学的藏族少年。陈漫希望在她为i-D杂志拍摄的12张系列照片中，捕捉到代表中国美的 "五十六种民族"，这期杂志被称赞为既有创意又有前瞻性，尤其是以她当时的年龄所达到的水准。陈漫后来回忆，当时自己年轻气盛，既想要证明自己的水平，也想让英国人用更加客观的眼光去看待亚洲人。陈漫说：“我选了一些普通人作为拍摄对象，这组封面照的人物眼睛都是一睁一闭，正好像是‘i-D’这两个字母的变形。”
陈漫不仅掌握了相机和电脑的使用方法，还掌握了将自己的现代审美与中国传统文化无缝融合到作品中的技巧。这也让人们称赞陈漫促进了中国美学的改革，重新定义了中国美。在陈漫看来，对美的定义有两种方式，她认为 "硬币的两面都很美"。陈漫相信真实的美，"无论是情感、形象、人物还是艺术品，都是感觉真实的东西"，同时相信技术的美，比如手机和电脑的美，在人们倾向于向国外寻找灵感的情况下，陈漫希望她的作品能鼓励人们重新思考美，开始 "看向中国寻找灵感"。

## 事业
陈漫把自己的摄影生涯分为三个阶段——第一阶段，《青年视觉Vision》时期；第二阶段，时尚美容片时期；第三阶段，自由创作时期。在前两个阶段中，陈漫自己一直试图解释“我是谁”。有人说她不是摄影师，于是她拍了极简的大头人像。又有人说她是拍美容的，于是她去拍服装大片。接下来还有说她只会棚拍，于是她创作了“当代中国”系列……陈漫表示自己做了很多种尝试，直到得到外界的认可与信任，她才感到自由。
2001年起至今，陈漫不断地在欧洲，美国和亚洲等地区开展并获得各种奖项。
陈漫为范冰冰拍摄了几组“男装”的照片，受照片影响，这个早年以女性化美艳形象示人的女演员就成了如今的“范爷”。在税务事件之前，人们时常把这两个女人的成功相提并论。
在《时尚芭莎》中国2019年8月上期的封面上，流行歌手蕾哈娜身着全套中国礼服。陈漫拍摄的系列照片捕捉了这位歌手的高贵美貌，在社交媒体上大受欢迎，在新浪微博上照片对应的标签获得了1.5亿次的浏览量，也在推特上赢得了数十万个赞。
除了为《青年视觉Vision》杂志制作封面外，陈漫还为《时尚》、《Elle》、《时尚芭莎》、《嘉人》、《i-D》、《Cosmopolitan》和《时尚先生》等杂志拍摄时尚照片。她还经常与化妆师李东田合作。

## 观点
陈漫认为自己是一个中国摄影师，“中国元素太多了，中国有56个民族，都是符号。”每天都能看到中国元素不代表可以拿来直接用，要做些深层次的构想才能把经验表达清楚，这是一个考验综合经验的过程。
陈漫认为，自己是见证物质梦想变成现实的一代。陈漫喜欢中国传统文化，喜欢中医，还学过针灸，但是没有专心的研究，她自称自己的作品是“中学为体，西学为用”，国际化又有中国特征，是一种全新的视觉语言。
接受新浪采访时，陈漫总结出女性5大成功要素：第一，真实的面对自己；第二，对自己的肉体负责；第三，对爱情有个清醒的认识；第四，对家庭负责；第五，事业成功。不过陈漫也表示自己中间这三点做得一般，第一点和最后一点做得不错。

## 评价
- 洪晃：“陈漫是国内的顶级时尚摄影师之一，但千万别对她顶礼膜拜，她只是一个很会拍照的北京妞儿。”
- 陈漫是两个孩子的母亲，而且在临产前还在工作。陈漫怀第二个孩子临产的时候，拍的是范冰冰，工作结束后陈漫直接去医院了，范冰冰的母亲认为陈漫是范冰冰的榜样。[3]
- i-D杂志称陈漫是中国的“时尚摄影公主”[7]。
- CNN时尚认为，结合了一系列东方主题和象征，陈漫的摄影作品可以视作一个崭新进取中国形象的代表[6]。

## 争议
在上海展出的《迪奥与艺术》中，来自陈漫的摄影作品被网友认为作品人物“眼神阴鸷、脸色暗沉、厚重眼影、清朝护甲”，表示感到极为不适，一时间，陈漫被推上互联网舆论的风口浪尖。有网友发现陈漫之前就给迪奥拍摄过名为《中国十二色》的组照，无论风格还是造型都和这次的照片雷同与此次展出照片风格类似。不少网民认为陈漫故意迎合西方对东亚人的刻板印象，严重丑化中国女性。作品离自信、优雅、大方的东方女性形象太远。部分网友则梳理出陈漫给明星拍摄的大片以及日常自拍，均符合大众审美，并未剑走偏锋，从而质疑陈漫为何要拍摄这样“丑化”中国女性的照片。另有博主扒出陈漫之前的作品《少先队员和三峡大坝》、《少先队员和中央电视台》、《少先队员和嫦娥一号》，将其将原本充满正能量的佩戴红领巾的儿童为一群眯眯眼、穿着暴露、神态呆滞，尤其是《少先队员和嫦娥一号》完全就是在带坏青少年，既侮辱了“少先队员”又侮辱了航天英雄。对于上述批评陈漫表示：“这些天我认真看了尽可能多的每一条指正，看到了大家对过往作品的批评。我深深反思，为当时的稚拙无知而自责。我想我还是一定要正式向大家道歉”。“自己早期艺术观尚未成型，参加展览时对策展概念也不甚了解，使得当时的作品欠缺思考”。“对包括以明清穿越为命题的某品牌作品的批评，我也全部接受。”